# Turcy osmańscy

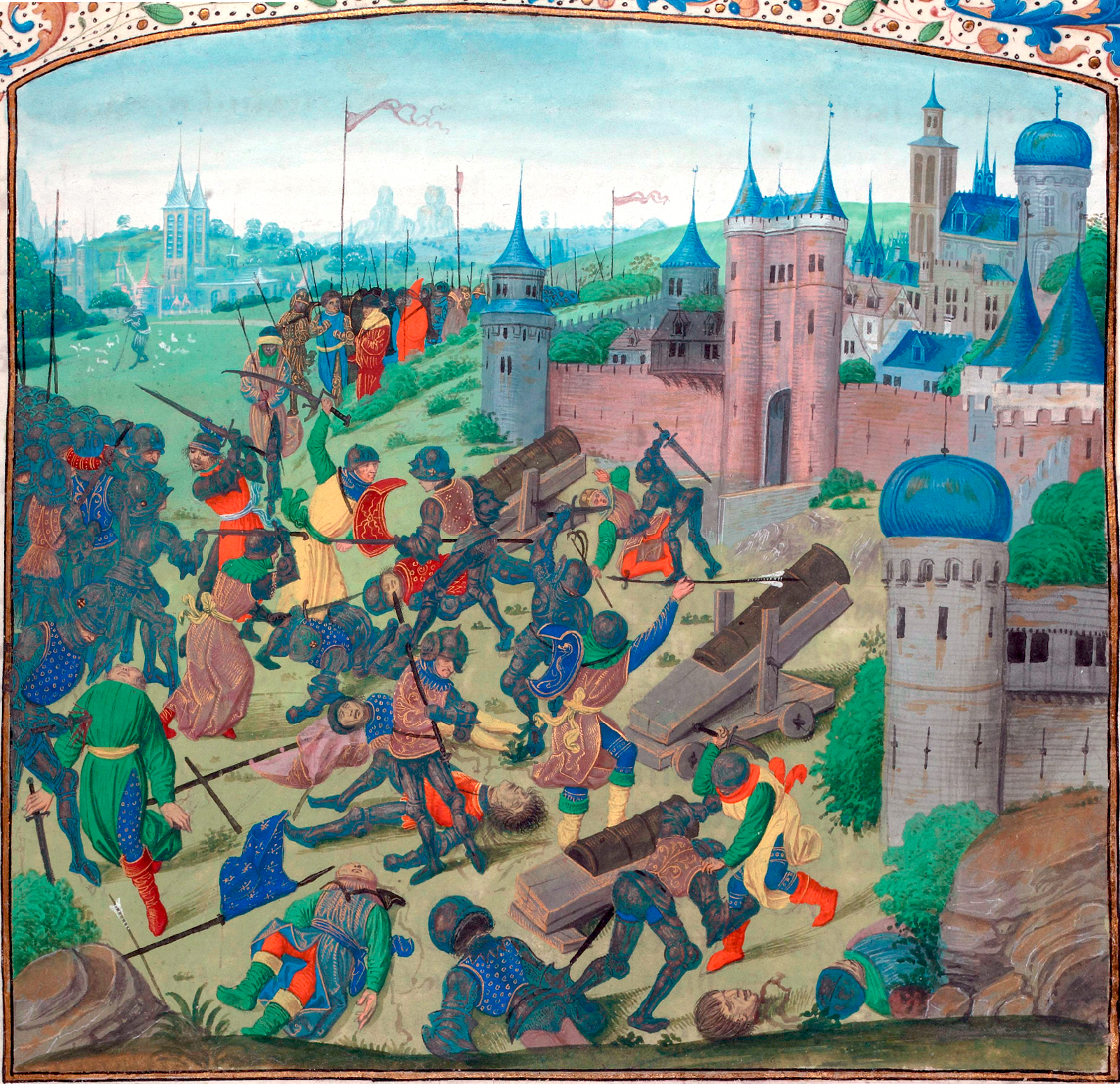
Bitwa pod Nikopolis

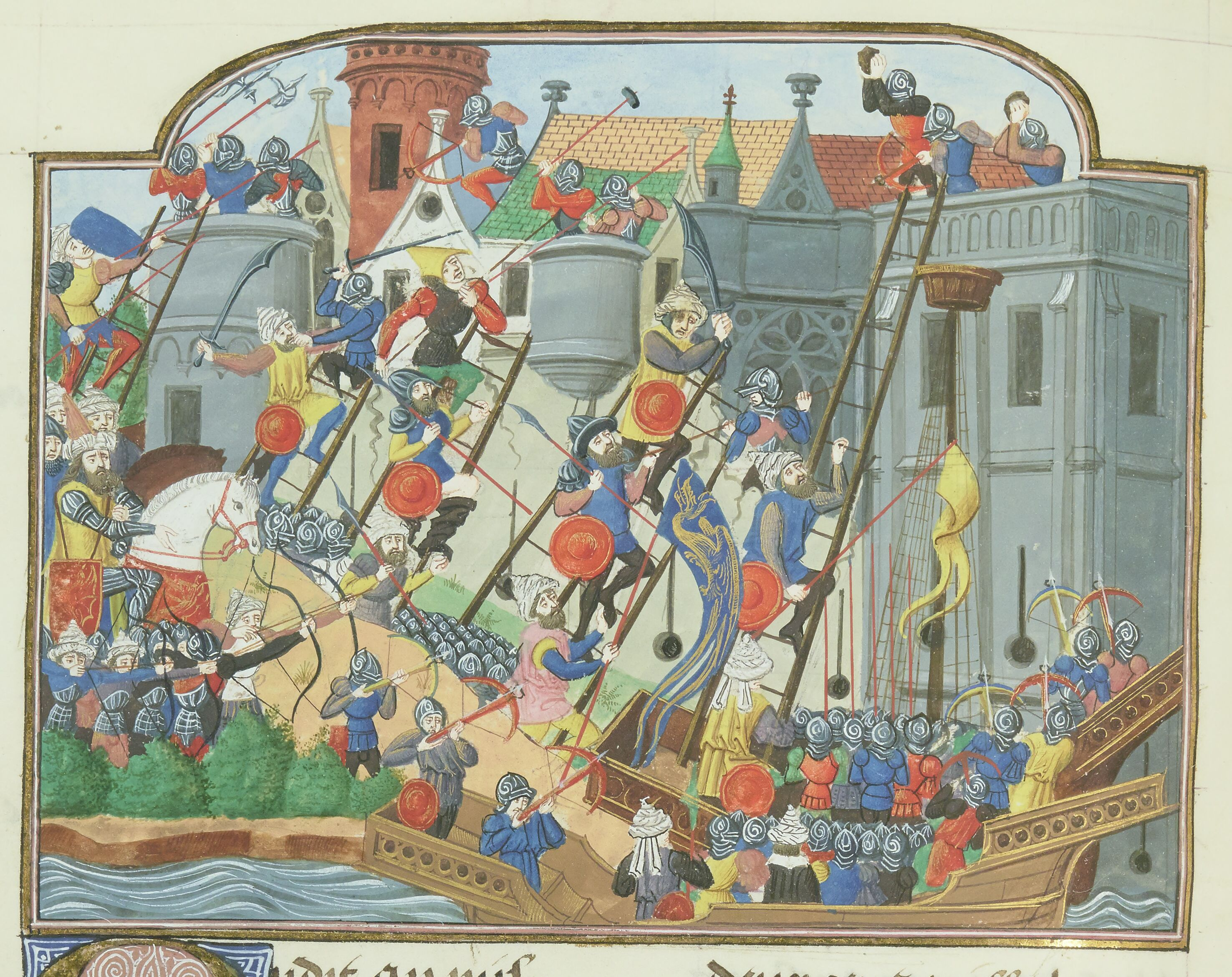
Oblężenie Konstantynopola

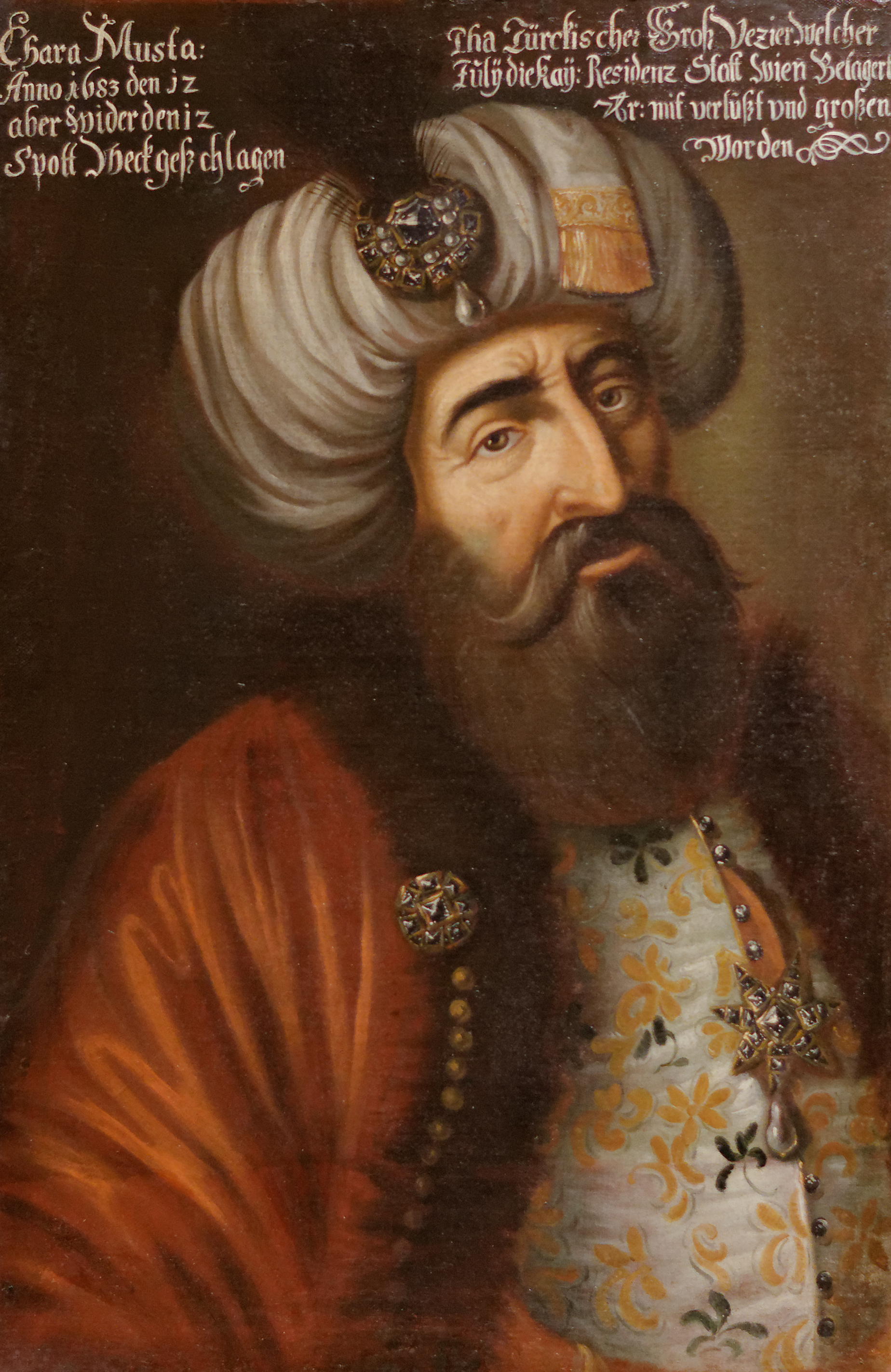
Kara Mustafa – wielki przegrany bitwy wiedeńskiej

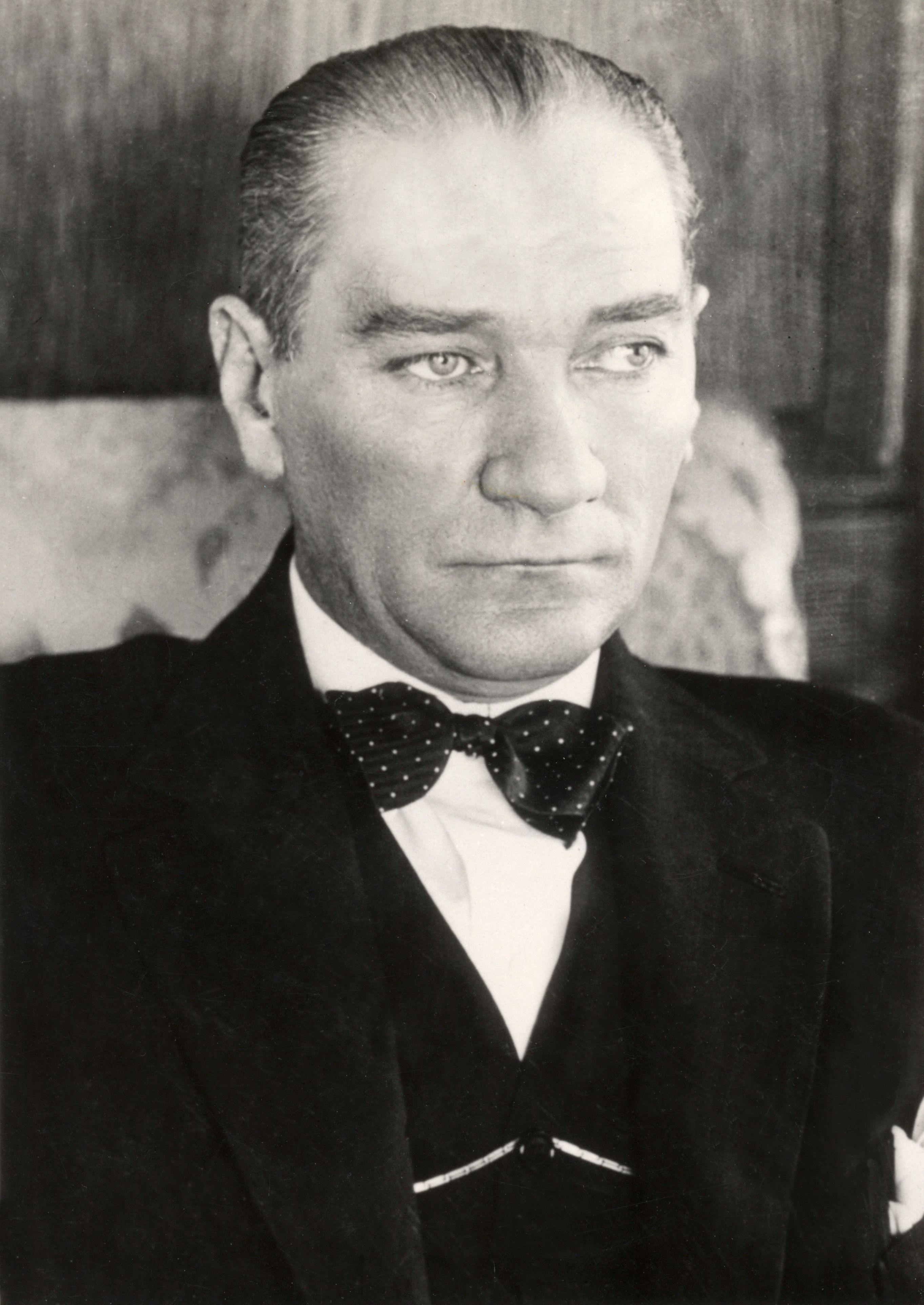
Kemal Atatürk – symbol końca epoki Turków Osmańskich i początku współczesnej Turcji

Turcy osmańscy – nazwa nadawana pierwotnie jednemu ze szczepów oguzyjskich, który z Azji Środkowej przybył u schyłku XIII wieku do zachodniej Anatolii i tu, pod zwierzchnictwem anatolijskich Seldżuków, założył małe lenne księstwo ze stolicą w Söğüt. Pierwszym wodzem Turków osmańskich był Osman I (od jego imienia pochodzi nazwa dynastii, jak też ogółu zislamizowanej ludności Turcji osmańskiej). Po upadku Seldżuków Turcy osmańscy szybko rozszerzyli swe panowanie i w XV wieku władali już całą Azją Mniejszą i większością Bałkanów. Stworzyli silne, scentralizowane państwo – Imperium Osmańskie.
Należy zaznaczyć, że termin „Turcy osmańscy” jest raczej pojęciem politycznym, niż etnicznym, odnosił się bowiem do każdego mieszkańca państwa tureckiego.

## Pierwsze kontakty z Europejczykami
Przełom XIII i XIV wieku i związane z nim powstanie na terenie Anatolii nowego państwa tureckiego pod wodzą Osmana okazało się dla Europy ciekawym przełomem. Doszło bowiem do zjawiska niespotykanego wcześniej na taką skalę – zderzenia się dwóch silnych, hermetycznych kultur – europejskiej, opartej wciąż jeszcze na uniwersalizmie chrześcijańskim, i tureckiej, której rdzeń stanowi islamski fanatyzm. Europa została więc postawiona w sytuacji, w jakiej kilkanaście wieków wcześniej stanęło Imperium Romanum – w obliczu barbarzyńskiej inwazji – z tą jednak różnicą, że miała przeciwko sobie cywilizację równie zwartą i potężną jak ona sama, a w dodatku posiadającą silne argumenty ideologiczne wynikające z religii właśnie.

## Ekspansja terytorialna, konflikty
Konflikt z Turkami siłą rzeczy przyjął już u samego swego początku wymiar ogólnoeuropejski – stał się swoistym przedłużeniem krucjat, z tym, że teraz wypadło raczej bronić się niż atakować, szczególnie po klęsce całego rycerstwa europejskiego w bitwie pod Nikopolis w 1396 roku. Europa podzielona wielką schizmą poczęła na powrót jednoczyć się w obliczu tak potężnego zagrożenia zewnętrznego. Zaczęto zwracać szczególną uwagą na potrzebę zjednoczenia się wszystkich chrześcijan przeciwko osmańskim innowiercom. Pod presją tego zagrożenia, wbrew teologicznym sporom, 5 czerwca 1439 na prośbę Jana VIII Paleologa nastąpiło zawarcie unii florenckiej pomiędzy Bizancjum a Rzymem. Cesarz w zamian za obietnicę pomocy finansowej i wsparcie wojskowe uznał zwierzchnictwo papieża nad Kościołem Wschodnim. Owocem starań zjednoczeniowych, gorąco popieranych przez papieża, było również powołanie ligi antytureckiej, na czele której w 1443 roku stanął Władysław III Jagiellończyk, król polski i węgierski. Zwycięstwa wojsk ligi pod dowództwem Jana Hunyadego i będące ich konsekwencją zawarcie korzystnego rozejmu w Segedynie, znacznie wpłynęło na integracje państw i obudziło uczucie jedności będące nie tylko odzwierciedleniem wspólnych interesów.
Ten budzący się entuzjazm był impulsem do zerwania dziesięcioletniego rozejmu (o co zresztą usilnie zabiegał papież), który osłabł znacznie po klęsce warneńskiej w 1444 roku. Warneńczyk, ginąc na polu bitwy, stał się męczennikiem w obronie wiary – ten incydent, jak i położenie geograficzne Polski, bardzo szybko przekute zostało w ideologię przedmurza chrześcijaństwa – ciągłe zagrożenie ze strony innowierców niosło ze sobą pewien prestiż. 29 maja 1453 roku upada Konstantynopol, czego następstwem były podboje na Bałkanach oraz brzemienne w konsekwencje przeniesienie ośrodka wyznania prawosławnego do Moskwy – fakt ten ustalił opozycję wyznaniową pomiędzy Wschodem i Zachodem obowiązującą do dziś. W wyniku klęski pod Mohaczem rozpadła się liga antyturecka, co poniosło z sobą zmianę stosunków w Europie – na skutek śmierci króla Węgier i Czech Władysława Jagiellończyka prym zaczęli wieść Habsburgowie. Skutkiem dynastycznych zawirowań był podział Węgier, których większą część zagarnęli Turcy wraz z Siedmiogrodem jako lennem.

## Schyłek imperium
Tureckie widmo zniknęło znad Europy dopiero po zwycięstwie wiedeńskim. Wtedy to na dobre złamana została potęga turecka, która miała już więcej się nie odrodzić. Imperium osmańskie zgubił brak reform i przestarzałe struktury gospodarcze. Odsiecz wiedeńska Jana III Sobieskiego okazała się punktem zwrotnym również, jeżeli chodzi o charakter wpływu i rolę, jaką przyszło odgrywać potomkom Osmana na arenie politycznej. Osłabienie roli imperium wywarło wpływ na całe Bałkany, dając tamtejszym narodom szansę wybicia się na niepodległość. Zredukowana do roli wielkiej plamy na mapie Turcja zaczęła wzbudzać ambicje władców europejskich imperiów, stając się płaszczyzną walki o realizację narodowych interesów – jak chociażby XIX-wiecznej Rosji. Tak jak do 1683 roku Turcy odgrywali rolę agresorów, napastników, których działaniom przeciwstawić musiała się cała Europa, tak po 1683 roku państwo tureckie stało się dla Europy areną realizowania własnych interesów, zwłaszcza gospodarczych, by wspomnieć tylko Królestwo Wielkiej Brytanii, Święte Cesarstwo Rzymskie czy Carstwo Rosyjskie. Imperium osmańskie przestało więc jednoczyć, a poczęło dzielić Europę, jak podczas wojny krymskiej, gdy po stronie Turków, a przeciwko Rosji, stanęły Anglia i Francja, zaniepokojone stopniem osłabienia Turcji na rzecz carstwa. Podsumowując: Imperium osmańskie odciskało swoje wyraźne piętno na Europie począwszy od XIII wieku, a skończywszy na 1922 roku, gdy ostatecznie przestało istnieć, a turecki wpływ – zarówno ten aktywny, jak i pasywny – doprawdy trudno przecenić.